# کاروانسرای توت
کاروانسرای توت مربوط به دوره قاجار است و در شهرستان اردکان، بخش خرانق، دهستان زرین، روستای توت واقع شده و این اثر در تاریخ ۲۶ اسفند ۱۳۸۶ با شمارهٔ ثبت ۲۲۱۱۳ به‌عنوان یکی از آثار ملی ایران به ثبت رسیده است.